# Szudziałowo
Szudziałowo is een dorp in de Poolse woiwodschap Podlachië. De plaats maakt deel uit van de gemeente Szudziałowo en telt 650 inwoners.

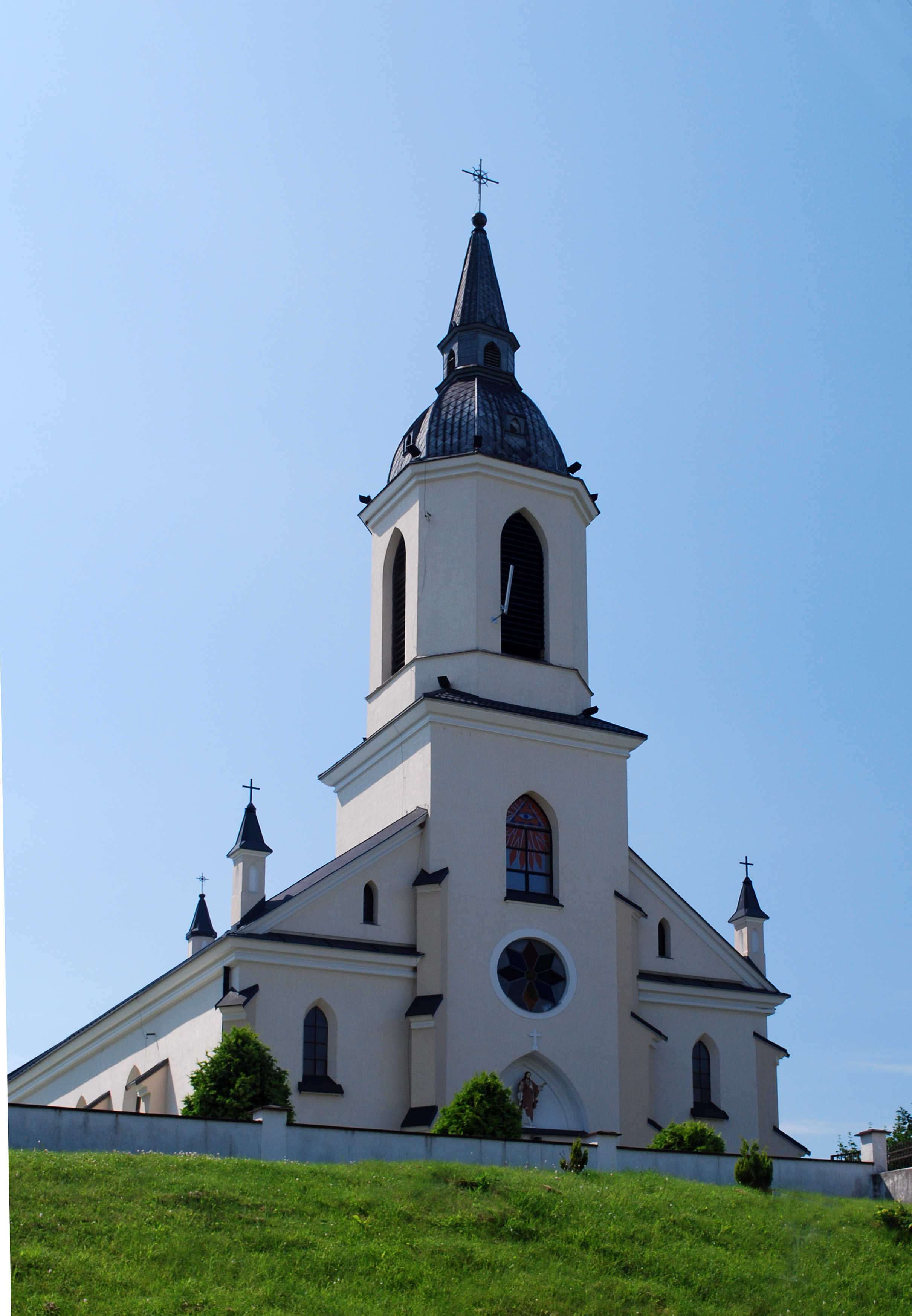
Kerk van Szudziałowo